# Achille Dron
Guillaume-Achille Dron, né le 1er juin 1830 à Lyon et mort dans cette même commune le 25 décembre 1906 , est un médecin français.

## Biographie
D'abord prosecteur, de 1854 à 1857 à l'école de médecine de Lyon, il devient Docteur en médecine en 1856. Achille Dron participe à la guerre de 1870 en tant que chirurgien en chef et est chirurgien en chef de l'hôpital de l'Antiquaille de Lyon en 1883. Il est aussi professeur agrégé à la faculté de médecine de Lyon de 1877 à 1882.
Administrateur des hospices civils de Lyon depuis 1890, il est aussi vice-président de la société de médecine de Lyon.

## Distinction
Achille Dron est fait chevalier de la Légion d'honneur le 28 juin 1894.